# Teatro Aleksandrinskij
Il teatro Aleksandrinskij (in russo Александринский театр?, Aleksandrinskij teatr) è un famoso teatro di San Pietroburgo, sito nella piazza Ostrovskij. Fu fondato per decreto dell'imperatrice Elisabetta (figlia di Pietro il Grande e di Caterina I di Russia), progettato da Carlo Rossi e costruito nel 1832.

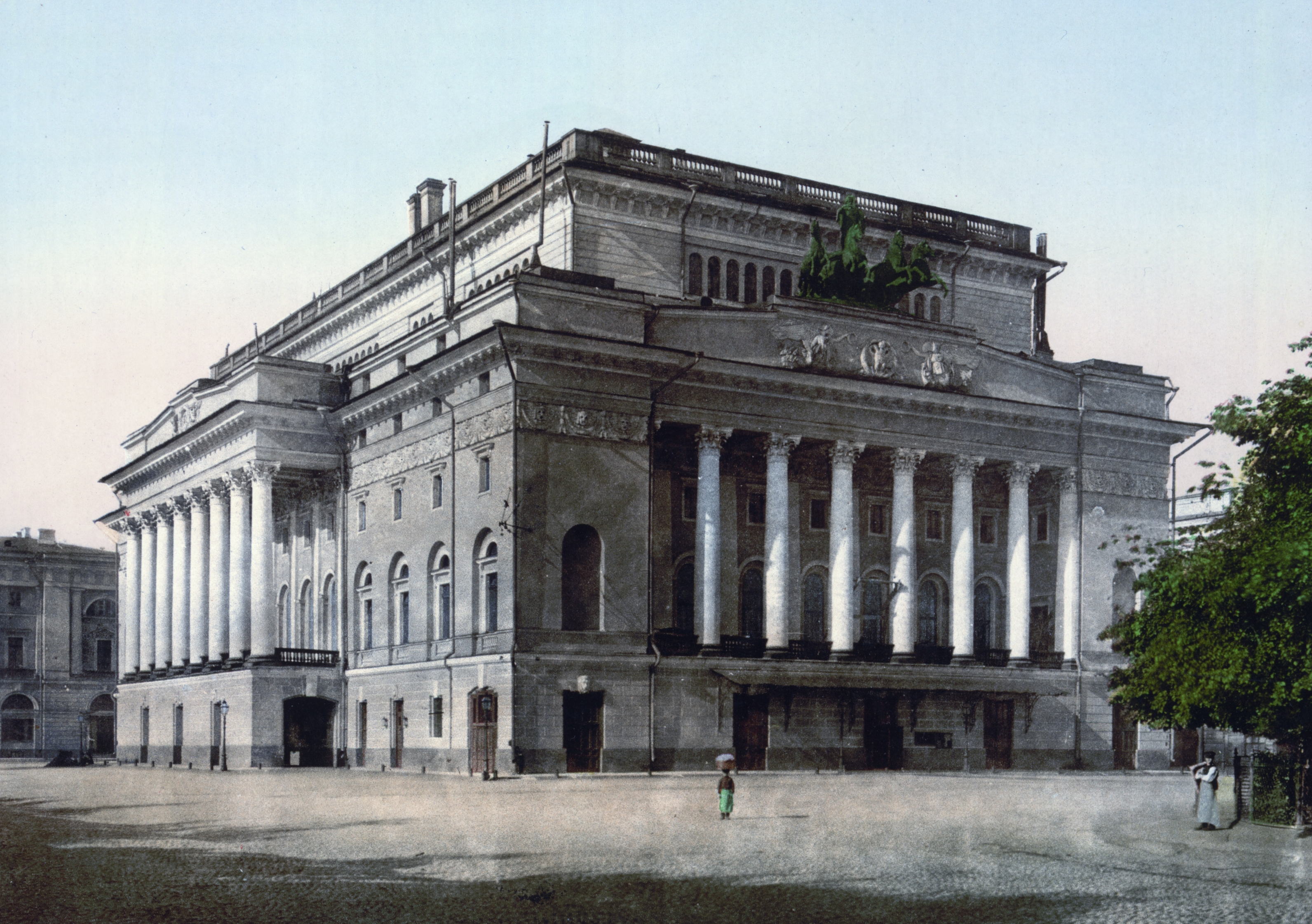
Vista del teatro in una fotografia della fine del XIX secolo

Vi si rappresentano spettacoli di autori classici russi e stranieri.